# La Ward
La Ward – miasto w Stanach Zjednoczonych, w stanie Teksas, w hrabstwie Jackson.